# 1786 Raahe
1786 Raahe (1948 TL) là một tiểu hành tinh vành đai chính được phát hiện ngày 9 tháng 10 năm 1948 bởi H. Alikoski ở Turku.